# Molecular Physics
Molecular Physics (abrégé en Mol. Phys.) est une revue scientifique à comité de lecture. Ce bimensuel publie des articles de recherches originales sur tous les aspects de la chimie physique.
D'après le Journal Citation Reports, le facteur d'impact de ce journal était de 1,634 en 2009. Actuellement, le directeur de publication est T. P. Softley (Université d'Oxford, Royaume-Uni).